# Eleição municipal de São Luís em 1992
A eleição municipal de São Luís em 1992 ocorreu em 3 de outubro. O prefeito era Jackson Lago, do PDT, que terminaria seu mandato em 1 de janeiro de 1993. Conceição Andrade, do PSB, foi eleita prefeita de São Luís no segundo turno.

## Resultado da eleição para prefeito

### Primeiro turno[nota 1]
| Candidatos a prefeito  | Candidatos a vice-prefeito      | Número | Coligação                            | Votação | Percentual |
| ---------------------- | ------------------------------- | ------ | ------------------------------------ | ------- | ---------- |
| Conceição Andrade PSB  | Aziz Santos PDT                 | 40     | União da Ilha (PSB, PDT, PPS, PCdoB) | n/      | -,-%       |
| João Alberto Souza PFL | Marly Abdalla PFL               | 25     | Feliz São Luís (PFL, PL, PV)         | n/      | -,-%       |
| Haroldo Sabóia PT      | Juan Gabriel Botelho PT         | 13     | Sem coligação                        | n/      | -,-%       |
| Evandro Bessa PDC      | Américo Azevedo Neto PDC        | 17     | Sem coligação                        | n/      | -,-%       |
| Jaime Santana PSDB     | Edivaldo Holanda PSC            | 45     | PSDB, PSC                            | n/      | -,-%       |
| Costa Ferreira PTR     | Braga Diniz PTR                 | 28     | Sem coligação                        | n/      | -,-%       |
| Mauro Fecury PTB       | Eduardo Cavalcante de Souza PTB | 14     | Sem coligação                        | n/      | -,-%       |
| Carlos Guterres PMDB   | José Joaquim Ramos PMDB         | 15     | PMDB, PRN, PDS                       | n/      | -,-%       |
| Betto Douglas PMN      | Carlos Magno PMN                | 33     | Sem coligação                        | n/      | -,-%       |
| Rubens Soares PSD      | Marilan Porto PSD               | 41     | PRP, PSD                             | n/      | -,-%       |
| Nan Souza PST          | João Bosco PST                  | 52     | —                                    | n/      | -,-%       |
| Referências:           |                                 |        |                                      |         |            |

Vereadores
| Candidato                           | Partido | Votos |
| ----------------------------------- | ------- | ----- |
| João Evangelista                    | PRN     | 3274  |
| Sebastião do Coroado                | PFL     | 2742  |
| George Washington Gonçalves Abdalla | PFL     | 1970  |
| Pavão Filho                         | PSC     | 1968  |
| Tadeu Palácio                       | PMN     | 1827  |
| José Joaquim                        | PRN     | 1825  |
| Antonio José Dos Santos             | PDT     | 1779  |
| Antonio Francisco Dos Santos        | PDT     | 1620  |
| Chico Carvalho                      | PFL     | 1614  |
| Rubem Moreira De Brito              | PDT     | 1607  |
| Raimundo Assub                      | PSC     | 1574  |
| Jayron Alberto Ayres Guimarães      | PDT     | 1503  |
| Manoel Oliveira Dos Santos          | PTR     | 1477  |
| Pedro Fernandes                     | PSDB    | 1394  |
| Benedito Ferreira Pires             | PDS     | 1394  |
| Ademar Danilo Dos Santos Júnior     | PTR     | 1336  |
| Samuel De Castro Sá                 | PMN     | 1278  |
| João Bentivi                        | PSDB    | 1163  |
| Ivan Sarney                         | PST     | 1091  |
| José Cosmo Frazão Ferraz            | PST     | 1006  |
| Gabriel De Jesus Ramos              | PTR     | 978   |

### Segundo turno
| Candidatos a prefeito | Candidatos a vice-prefeito | Número | Coligação                            | Votos recebidos | Percentual |
| --------------------- | -------------------------- | ------ | ------------------------------------ | --------------- | ---------- |
| Conceição Andrade PSB | Aziz Santos PDT            | 40     | União da Ilha (PSB, PDT, PPS, PCdoB) | 137.687         | 64,06%     |
| João Alberto PFL      | João Bosco PFL             | 25     | Feliz São Luís (PFL, PL, PV)         | 77.238          | 35,94%     |
| Referências:          |                            |        |                                      |                 |            |